# Крайстчерч (Дорсет)
Крайстчерч (англ. Christchurch) — город в графстве Дорсет в Юго-Западной Англии, образует одноимённый административный район (боро).
Город расположен на побережье пролива Ла-Манш, в 165 километрах к юго-западу от Лондона, на западе примыкает к Борнмуту, на востоке граничит с графством Гэмпшир.

## Экономика
В Крайстчерч находились и находятся ряд предприятий разных секторов промышленности: BAE Systems (оборонная промышленность и информационная безопасность), Albany Motor Carriage Company (автомобилестроение), Airspeed Ltd. (авиастроение), Channel Express (авиаперевозки), Reid Steel (сталелитейная промышленность) и прочие.

## Достопримечательности
- Городской центр: особняк мэра (1745), гостиницы «Ye Olde George Inne» и «Ship Inn» (1688), городоской мост (XV век), мост Ватерлоо (1816—1817).
- Развалины замка Крайстчёрч (ок. 1130)
- Приорат Крайстчёрч (бывший монастырь, XIV век)
- Замок Хайклифф (1830-е)

## Интересные факты
- Рядом с Крайстчерчем после высылки из России с 1897 по 1908 год в Тактон-хаусе[англ.] проживали лидер толстовцев Владимир Чертков и его супруга — детская писательница и собирательница фольклора Анна. Специальная стальная кладовая в доме была предназначена для хранения рукописей Толстого, она была оборудована системой сигнализации. Вокруг Чертковых сложилась целая колония эмигрантов в 30—40 человек: русские, латыши, эстонцы, которые имели разные убеждения: среди них были толстовцы, социал-демократы, социалисты-революционеры — «все они что-то делали, работали, и жизнь была полной и интересной». В определённые дни недели Чертковы кормили английских бродяг. Рядом с Тактон-хаусом находилась типография издательства «Свободное слово», издававшая оппозиционную царскому правительству литературу и периодические издания[1].